# Dassari (Burkina Faso)
Pour les articles homonymes, voir Dassari.
Dassari est une commune rurale située dans le département de Manni de la province de la Gnagna dans la région de l'Est au Burkina Faso.

## Géographie
Dassari est situé à 5 km à l'Ouest de Mopienga. C'est une commune agropastorale à centres d'habitations dispersés sur un vaste territoire.

## Santé et éducation
Le centre de soins le plus proche de Dassari est le centre de santé et de promotion sociale (CSPS) de Mopienga.